# ماتسوياما (إهيمه)
ماتسوياما (باليابانية: 松山市 ماتسوياما-شي) هي المدينة العاصمة لمحافظة إهيمه في جزيرة شيكوكو في اليابان. يعني اسم المدينة «جبل أشجار الصنوبر» وتأسست المدينة في 15 ديسمبر عام 1889.
تشتهر المدينة بالينابيع الحارة (أونسين) وعلى وجه الخصوص دوغو أونسين الذي يعتبر أقدم حمام نبع حار في اليابان، كما أن قلعة ماتسوياما هي ثاني المعالم المشهورة في المدينة، بالإضافة إلى أن المدينة تحوي ثمان معابد من المعابد الثمانية والثمانين لطريق الحج في جزيرة شيكوكو.
تعتبر مدينة ماتسوياما اليوم هي المدينة الأكبر في جزيرة شيكوكو بعدد سكان يزيد على النصف مليون نسمة.

## تاريخ
في السابق كانت ماتسوياما هي جزء من مقاطعة إيو-ماتسوياما التي هي إقطاعية في محافظة إيو، وكانت تتكون بشكل رئيسي من قلعة ماتسوياما والمدينة المحيطة بها. كما كان هناك قرية محيطة بدوغو أونسين وميناء إلى الغرب في منطقة ميتسوهاما رابطا المدينة مع جزيرتي هونشو وكيوشو.
تاريخيا اشتهر دوغو أونسين في فترة نارا ويقال بأن شوتوكو تايشي قد زاره في عام 596، كما أنه قد ذكر في حكاية غينجي.
كاتب الهايكو الشهير ماساوكا شيكي عاش في ماتسوياما في فترة ميجي، واليوم أصبح منزله معلما سياحيا من معالم المدينة، كما أن ماتسوياما تعتبر مركزا لحركة الهايكو العالمية.
كما أن مدينة ماتسوياما كانت مسرح لأحداث رواية ناتسومه سوسيكي الشهيرة بوتشان، وحتى اليوم هناك العديد من المعالم في المدينة مثل استاد بوتشان وقطار بوتشان المنتشرة في المدينة.

## نقل
مدينة ماتسوياما هي أحد المدن التي ما زالت تحتفظ بنظام الترام. تضم المدينة مطار ماتسوياما الذي يرتبط مع مطارات طوكيو وأوساكا والمدن الرئيسية الأخرى في اليابان برحلات منتظمة بالإضافة إلى بعض الرحلات الدولية إلى شانغهاي وسيول. كما ترتبط المدينة برحلات بحرية منتظمة إلى هيروشيما، ورحلات بحرية ليلية إلى كوبه، كوكورا وجهات أخرى.

## تعليم
تضم المدينة عدة جامعات منها جامعة إيهيمه الحكومية، وجامعة ماتسوياما الخاصة.

## متاحف
تضم مدينة ماتسوياما عددا من المتاحف منها متحف إيهيمه للفنون، ومتحف شيكي التذكاري الذي يركز على حياة مؤلف الهايكو الشهير ماساوكا شيكي، ومتحف ساكا نو أوه نو كومو الذي يخلد حياة ثلاث من أشهر شخصيات ماتسوياما من فترة ميجي.

## منتوجات
تملك المدينة صناعات متعددة: البتروكيمياويات، الصودا (كربونات الصوديوم، يستعمل في صناعة الزجاج)، المنسوجات (الملابس القطنية). وتعتبر الحمضيات من أهم المنتجات الزراعية لهذه المنطقة.
تشتهر ماتسوياما بالعديد من المنتوجات المحلية منها بوتشان دانغو التي سميت على اسم الرواية الشهيرة بوتشان للروائي ناتسومه سوسيكي، كما تشتهر أيضا بصناعة التارتة بالعديد من النكهات من الفواكه المحلية.

## رياضة
المدينة هي أرض لنادي إهيمه إف سي لكرة القدم الذي يلعب في الدوري الياباني.